# Kōsuke Onose
Kōsuke Onose (小野瀬 康介 Onose Kōsuke?, Tokio, 22 de abril de 1993) es un futbolista japonés que juega como centrocampista en el Shonan Bellmare de la J1 League.

## Trayectoria

### Clubes
| Club                | País  | Año       |
| ------------------- | ----- | --------- |
| Yokohama FC         | Japón | 2011-2016 |
| Renofa Yamaguchi FC | Japón | 2017-2018 |
| Gamba Osaka         | Japón | 2018-2022 |
| Shonan Bellmare     | Japón | 2023-     |

## Estadística de carrera

### J. League
| Club                | Año   | J. League | J. League | Copa J. League | Copa J. League | Total | Total |
| Club                | Año   | Part.     | Goles     | Part.          | Goles          | Part. | Goles |
| ------------------- | ----- | --------- | --------- | -------------- | -------------- | ----- | ----- |
| Yokohama FC         | 2011  | 3         | 0         | -              | -              | 3     | 0     |
| Yokohama FC         | 2012  | 15        | 2         | -              | -              | 15    | 2     |
| Yokohama FC         | 2013  | 19        | 1         | -              | -              | 19    | 1     |
| Yokohama FC         | 2014  | 22        | 1         | -              | -              | 22    | 1     |
| Yokohama FC         | 2015  | 37        | 2         | -              | -              | 37    | 2     |
| Yokohama FC         | 2016  | 30        | 4         | -              | -              | 30    | 4     |
| Renofa Yamaguchi FC | 2017  | 41        | 6         | -              | -              | 41    | 6     |
| Total               | Total | 167       | 16        | 0              | 0              | 167   | 16    |